# أركاديوش رادومسكي
أركاديوش رادومسكي (بالبولندية: Arkadiusz Radomski)‏ مواليد 27 يونيو 1977 في غنيزنو، هو لاعب كرة قدم بولندي دولي سابق كان يلعب كمدافع. اعتزل اللعب عام 2012. سبق له أن لعب في كأس العالم لكرة القدم مع منتخب بلاده. بدأ مسيرته الرياضية عام 1993 مع لخ بوزنان.

## روابط خارجية
- أركاديوش رادومسكي على موقع الاتحاد الدولي (مؤرشف)  (الإنجليزية)
- أركاديوش رادومسكي على موقع قاعدة بيانات كرة القدم.إي يو (الإنجليزية)
- أركاديوش رادومسكي على موقع ناشيونال فوتبول تيمز (الإنجليزية)
- أركاديوش رادومسكي على موقع Soccerway.com (الإنجليزية)
- أركاديوش رادومسكي على موقع عالم كرة القدم.نت (الإنجليزية)